# Boostedt
Boostedt er en kommune og administrationsby i det nordlige Tyskland, beliggende i Amt Boostedt-Rickling i den nordlige del af Kreis Segeberg. Kreis Segeberg ligger i den sydøstlige del af delstaten Slesvig-Holsten.

## Geografi
Boostedt ligger cirka midtvejs mellem Hamborg mod syd og Kiel mod nord, med en afstand på omkring 50 kilometer til begge. Boostedt ligger i det nordligste hjørne af Metropolregion Hamburg.
Boostedt ligger ved jernbanen Hamburg-Altona–Kaltenkirchen–Neumünster, og cirka syv kilometer mod vest går motorvejen A7 mellem Flensborg og Hamborg.